# リネア・クイグリー
リネア・クイグリー（Linnea Quigley、1958年5月27日 - ）は、アメリカ合衆国の絶叫クイーン・B級映画女優・映画プロデューサー。

## 来歴

### 私生活
クイグリーはアイオワ州ダベンポートにて、W・ヒース（カイロ師・心理学者）とドロシーのクイグリー夫妻の娘として生まれた。ダベンポートでの少女時代は学校で様々ないじめを受け、明るいものでは無かったという。
1970年代に女優になりたいという夢を叶えるためロサンゼルスに居を移した。彼女は直ぐにインディペンデント映画界での地位を確立し、およそ100本の映画に出演した。1988年、『悪霊たちの館/呪われたハロウィンパーティー』 (Night of the Demons) の撮影現場でSFX技師のスティーヴ・ジョンソンに出会い、1990年1月17日に結婚したが、2年後に離婚している。

### 女優歴
最も知られている出演映画は『バタリアン』(1985年: ダン・オバノン監督) である。その他にも『暴行都市』(リンダ・ブレアと共演)、『悪魔のサンタクロース　惨殺の斧』、『核変異体クリーポゾイド』、『ザ・インプ』、『女切り裂き狂団チェーンソー・クィーン』、『悪霊たちの館/呪われたハロウィンパーティー』(1988年のオリジナル版、2009年のリメイク版『ファイナル・デッドパーティー』双方に出演している)、『エルム街の悪夢4 ザ・ドリームマスター 最後の反撃』など多くのホラー映画に出演した。
クイグリーはB級映画女優としてのキャリアを綴った『The Linnea Quigley Bio & Chainsaw Book』(1991年 ISBN 978-0951818077)、『I'm Screaming As Fast As I Can: My Life in B-Movies』(1995年 ASIN B0018N0H0G) という2冊の著書を出している。
近年では2010年に『Stripperland』でダニエル・ボールドウィンと共演、2012年にはデヴィッド・デコトー監督の『1313: Cougar Cult』で同じく伝説的絶叫クイーンであるブリンク・スティーヴンス、ミシェル・バウアーと共演した。

## 主な出演作品

### 映画
| 公開年 | 邦題 原題                                                                                     | 役名                     | 備考                      |
| ------ | --------------------------------------------------------------------------------------------- | ------------------------ | ------------------------- |
| 1978   | オーディション Auditions                                                                      | サリー・ウエブスター     |                           |
| 1979   | 爆発サマーキャンプ/夏だ!裸だ!セックスだ! Summer Camp                                          | パム                     | バーバラ・ゴールド名義    |
| 1979   | コールド・スナイパー/売春婦連続殺人 Stone Cold Dead                                           | 最初の犠牲者             |                           |
| 1981   | 鮮血!悪夢の卒業式 Graduation Day                                                              | ドロレス                 |                           |
| 1981   | チーチ&チョンの気分は最高 Nice Dreams                                                         | ブロンド                 |                           |
| 1983   | ゲット・クレイジー Get Crazy                                                                  | グルーピー               | クレジットなし            |
| 1983   | ヤング・ウォリアーズ Young Warriors                                                           | ジンジャー               |                           |
| 1984   | 暴行都市 Savage Streets                                                                       | ヘザー                   |                           |
| 1984   | 悪魔のサンタクロース 惨殺の斧 Silent Night, Deadly Night                                      | デニス                   |                           |
| 1985   | バタリアン The Return of the Living Dead                                                      | トラッシュ               |                           |
| 1987   | 秘宝伝説 Treasure of the Moon Goddess                                                         | Lu de Belle              |                           |
| 1987   | 核変異体クリーポゾイド Creepozoids                                                            | ビアンカ                 | 出演・製作総指揮          |
| 1988   | ザ・インプ Sorority Babes in the Slimeball Bowl-O-Rama                                        | スパイダー               |                           |
| 1988   | 女切り裂き狂団/チェーンソー・クィーン Hollywood Chainsaw Hookers                              | サマンサ                 |                           |
| 1988   | ゾンビ・コップ Dead Heat                                                                      | ゾンビ・ゴーゴーガール   | クレジットなし            |
| 1988   | ナイトメア・シスターズ Nightmare Sisters                                                      | メロディ                 |                           |
| 1988   | 悪霊たちの館/呪われたハロウィンパーティー Night of the Demons                                 | スザンヌ                 |                           |
| 1988   | エルム街の悪夢4 ザ・ドリームマスター 最後の反撃 A Nightmare on Elm Street 4: The Dream Master | Soul from Freddy's Chest |                           |
| 1989   | Dr.エイリアン Dr. Alien                                                                       | ロッカーの女             |                           |
| 1989   | ジャン＝マイケル・ビンセントの死の接吻 Deadly Embrace                                         | ミシェル                 | ビデオ映画                |
| 1989   | バイス・アカデミー/LA風俗最前線 Vice Academy                                                  | ディディ                 |                           |
| 1989   | サイキックハウス/亡霊の館 Witchtrap                                                           | ジンジャー               |                           |
| 1990   | バイス・アカデミー2/LA風俗特捜隊 Vice Academy Part 2                                          | ディディ                 |                           |
| 1991   | ガイバー The Guyver                                                                           | 絶叫クイーン             |                           |
| 1992   | イノセント・ブラッド Innocent Blood                                                           | 看護士                   |                           |
| 1994   | パンプキンヘッド2 Pumpkinhead II: Blood Wings                                                 | ナディーン               | ビデオ映画                |
| 1995   | 新ハロウィン/ジャコランターン伝説 Jack-O                                                      | キャロライン・ミラー     |                           |
| 1996   | サスペリア2000 Fatal frames: Fotogrammi mortali                                               | ウェンディ・ウィリアムス |                           |
| 1992   | 迫撃者 Boogie Boy                                                                             | グレッチェン             |                           |
| 1999   | エグゼクティブ・チェイサー Moving Targets                                                     | 地方検事                 |                           |
| 1999   | ホーンテッド・ハウス Kolobos                                                                  | ドロシー                 |                           |
| 1999   | マイ スウィート ガイズ Play It to the Bone                                                    | 娼婦                     | クレジットなし            |
| 2001   | ターミネーターX Horror Vision                                                                 | 写真のモデル             | ビデオ映画 クレジットなし |
| 2008   | パジャマ・パーティー・マサカー/血の春休み Spring Break Massacre                               | ミシェル・ヘンドリクス   | ビデオ映画                |
| 2010   | デッドタウン・ゾンビ Collapse                                                                 | ミセス・ベル             |                           |
| 2011   | ストリッパー・ゾンビランド Stripperland                                                       | グランボ                 | ビデオ映画                |

### テレビシリーズ
| 放映年 | 邦題 原題                       | 役名   | 備考        |
| ------ | ------------------------------- | ------ | ----------- |
| 1983   | サイモン&サイモン Simon & Simon | ボビー | 1エピソード |